# Aldfrith
Aldfrith of Flann Fhína mac Ossu was van 685 tot 704 koning van Northumbria.
Hij was een zoon van Oswiu van Northumbria en een Ierse prinses Fina van de Ùi Nèill. Het hof van het Angelsaksische Northumbria stond al sinds Oswald onder Gaelische invloed en Aldfrith sprak niet alleen deze taal maar was er een verdienstelijk dichter in.

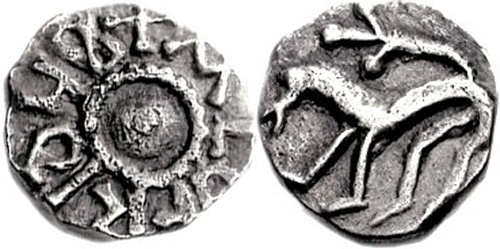
Geldstuk uit York; links : AldFRIdUS; rechts : leeuw met gevorkte staart

Een aantal dichtwerken van Flann Fina mac Ossu -die waarschijnlijk met Aldfrith te vereenzelvigen is- zijn bewaard gebleven, waaronder:
Ro dhet i nInis finn Fáil
Bríathra Flainn Fhína maic Ossu
Maircc do'n duíne caru duíne, ocus ná car Día nod car
Uit de Bríathra Flainn Fhína maic Ossu
| Ferr dán orbu          | Beter een vak dan een erfenis        |
| Ferr slán sásad        | Beter gezondheid dan verzadigdheid   |
| Ferr dígde dígail      | Beter vergiffenis dan wraak          |
| Ferr sochraite salbrai | Beter vriendschap dan weelde         |
|                        |                                      |
| Maith dán ecnae        | Een goede bezigheid is studie        |
| Do gní ríg di bocht    | Het maakt een koning uit een arme    |
| Maith a thosach        | Goed is het begin ervan              |
| Ferr a deired          | Beter nog het einde                  |
|                        |                                      |
| Doilig dán láechdacht  | Een bedroevend vak is de krijgskunst |
| It étradaig a bí       | Die zo leven zijn vol lust           |
| It ifernaig a mairb    | Die zo sterven gaan ter helle        |
| Mairg dán láechdacht   | Wee het leven van de krijgsman       |